# Порфірова структура

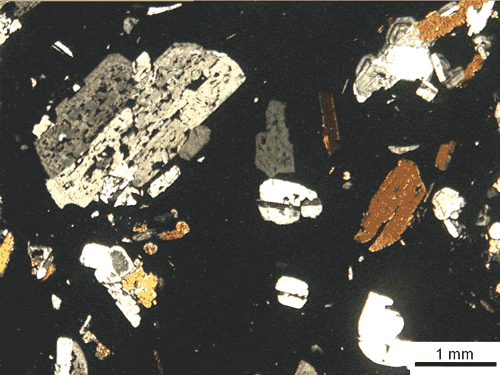
Мікрофотографія латиту порфірової структури. Поляризоване світло.

Порфірова структура — нерівномірнозерниста структура магматичних (г.ч. ефузивних) гірських порід. Характеризується тим, що в основну склувату або мікролітову масу включені крупні кристали-вкрапленики мінералів. Крупні фенокристали розташовуються в тонкій основній масі.
Протилежне - афірова структура.